# Australia ai Giochi della XX Olimpiade
L'Australia partecipò ai Giochi della XX Olimpiade che si sono svolti a Monaco di Baviera dal 26 agosto all'11 settembre 1972, con una delegazione di 168 atleti impegnati in 20 discipline per un totale di 110 competizioni.  Il portabandiera fu il canoista Dennis Green, alla sua quinta Olimpiade, già vincitore di una medaglia di bronzo a Melbourne 1956. Il bottino della squadra fu di diciassette medaglie: otto d'oro, sette d'argento e due di bronzo. In questi Giochi si mise particolarmente in luce la quindicenne nuotatrice Shane Gould, vincitrice di tre medaglie d'oro, una d'argento e una di bronzo.

## Medaglie
| Medaglia | Nome                                 | Sport            | Evento            |
| -------- | ------------------------------------ | ---------------- | ----------------- |
| Oro      | Shane Gould                          | Nuoto            | 200 misti         |
| Oro      | Shane Gould                          | Nuoto            | 200 stile libero  |
| Oro      | Shane Gould                          | Nuoto            | 400 stile libero  |
| Oro      | Bradford Cooper                      | Nuoto            | 400 stile libero  |
| Oro      | Gail Neall                           | Nuoto            | 400 misti         |
| Oro      | Beverley Whitfield                   | Nuoto            | 200 rana          |
| Oro      | John Anderson David Forbes           | Vela             | Classe Star       |
| Oro      | Thomas Anderson John Cuneo John Shaw | Vela             | Classe Dragone    |
| Argento  | Raelene Boyle                        | Atletica leggera | 100 metri         |
| Argento  | Raelene Boyle                        | Atletica leggera | 200 metri         |
| Argento  | John Nicholson                       | Ciclismo         | Velocità          |
| Argento  | Danny Clark                          | Ciclismo         | Km da fermo       |
| Argento  | Clyde Sefton                         | Ciclismo         | Corsa su strada   |
| Argento  | Shane Gould                          | Nuoto            | 800 stile libero  |
| Argento  | Graham Windeatt                      | Nuoto            | 1500 stile libero |
| Bronzo   | Shane Gould                          | Nuoto            | 100 stile libero  |
| Bronzo   | Beverley Whitfield                   | Nuoto            | 100 rana          |

## Risultati

### Pallacanestro
| Atleta | Classifica |
| --- | ---------- |
| V · D · M Nazionale australiana - Pallacanestro ai Giochi della XX Olimpiade 4 Marsland · 5 Watson · 6 Duke · 7 Wyatt · 8 Palubinskas · 9 Kerle · 10 Byrne · 11 Crosswhite · 12 Tomlinson · 13 James · 14 Bender · 15 Koltuniewicz · All. Lindsay Gaze | 9°         |
| Nazionale australiana - Pallacanestro ai Giochi della XX Olimpiade |            |
| 4 Marsland · 5 Watson · 6 Duke · 7 Wyatt · 8 Palubinskas · 9 Kerle · 10 Byrne · 11 Crosswhite · 12 Tomlinson · 13 James · 14 Bender · 15 Koltuniewicz · All. Lindsay Gaze                                                                              |            |

### Pallanuoto
| Atleta | Classifica |                      |
| --- | --- | -------------------- |
| V · D · M Nazionale maschile australiana di pallanuoto · Giochi olimpici - Monaco di Baviera 1972 Withers • Hoad • Woods • Montgomery • McLauchlain • Menzies • Neesham • Nunn • Barnes • Wiegard • Tilley · CT : - | 12° |                      |
| Nazionale maschile australiana di pallanuoto · Giochi olimpici - Monaco di Baviera 1972 | |                      |
| Withers • Hoad • Woods • Montgomery • McLauchlain • Menzies • Neesham • Nunn • Barnes • Wiegard • Tilley · CT: - | Withers • Hoad • Woods • Montgomery • McLauchlain • Menzies • Neesham • Nunn • Barnes • Wiegard • Tilley · CT: - | Australia (bandiera) |